# Johnny and the Hurricanes
Johnny and the Hurricanes je ime američke instrumentalne rock grupe, oni su bili izuzetno značajna karika u razvoju onog što se danas zove rock glazba. 

## Povijest grupe
Grupa se razvila od školskog sastava osnovanog 1957. u Toledu, Ohajo ( SAD ) u školi  Rossford Catholic High, ispočetka su se zvali - The Orbits.  
Lider grupe bio je saxsofonist Johnny Paris( dijete poljskih emigranata) - rođen je kao John Pocisk 1940. u Walbridg - u, Ohio, umro je 2006., u Ann Arbor -u, Michigan. Johnny and the Hurricanes su bili instrumentalni sastav, karakterističan po zvuku saksofona, hammond orgulja (Paul Tesluk) i električnih gitara i normalno bubnjeva. Oni su bili među pionirima, koji su koristili zvuk novoizmišljene tvorevine koja se zvala - električna gitara. Usput njih su zvali poljski sastav, jer je većina članova grupe bila poljskog porijekla ( kuriozum je da im je i manager bio Poljak iz Chicaga - Micahnik).
Prvi hit grupa je imala davne 1959. (u ljeto) - hit se zvao Crossfire, tada su se i prezvali u Johnny and the Hurricanes, odmah nakon toga imali su zlatnu ploču (milijun komada),  te iste 1959. - pod nazivom - Red River Rock. Nakon toga nastavili su s istim receptom, - svojim tipom instrumentalne obrade neke poznate melodije na svoj rockerski način. Tako je poznata tema, Reveille, postala - Reveille Rock, dok su pjesmu Blue Tail Fly, prezvali u Beatnik Fly. Veliki uspjeh postigla im je i pjesma - Rocking Goose, koja je dospjela na 3 mjesto američke top liste.  
Jako su utjecali na boom američkih i britanskih instrumentalnih grupa šesdesetih godina prošlog stoljeća, The Ventures, The Shadows, The Tornados. Taj utjecaj, dohvatio je i našu sredinu, pojavom grupa kao što su bili; Vis Bezimeni, Vis Atomi, Crveni koralji, Bijele strijele itd). Grupa je djelovala sve do 1965., jer ih je tada pregazila nova moda - pojava vokalno instrumentalnih sastava.
Kao kuriozum valja navesti da su bili osobito popularni u Europi, tako su 1962., svirali u Star-Clubu u Hamburgu gdje je tada nastupala malo poznata britanska grupa zvana The Beatles. 

## Vanjske poveznice
- Službene stranice grupe Johnny and the Hurricanes
- Povijest rocka:- Johnny and the Hurricanes